# Imperio colonial japonés
El imperio colonial japonés o imperio colonial nipón es el nombre que recibe el conjunto de colonias de ultramar establecidas por el Imperio del Japón en Oceanía, el Sudeste Asiático, Asia Oriental y una parte insular de Asia del Norte desde 1895. Las victorias sobre la República de China y el Imperio Ruso ampliaron la esfera de influencia japonesa, siendo más notable en Taiwán y Corea. La zona sur de la Isla de Sajalín se convirtió incluso en parte del Japón continental como la prefectura de Karafuto en 1905.

## Historia
Tras la incautación de territorios alemanes en 1914, la Sociedad de Naciones le concedió a Japón Mandato del Pacífico Sur sobre algunas posesiones alemanas después de la Primera Guerra Mundial.
Con la invasión de Manchuria a principios de los años treinta, Japón adoptó una política de crear o apoyar Estados títere como Manchukuo o Mengjiang. En esta forma menos obviamente imperialista, Japón controlaba muchos de los estados de la Esfera de Coprosperidad de la Gran Asia Oriental. Esta fue anunciada en el discurso "La situación internacional y la posición de Japón" por el canciller japonés Hachirō Arita el 29 de junio de 1940 y operó efectivamente desde 1943 hasta 1945. 
El control colonial de Tokio sobre los territorios lejanos terminó en 1945, después de la rendición. El gobierno japonés volvió a las cuatro islas de origen, las islas Nanpō y las islas Ryukyu.

## Territorios

Imperio japonés en 1939

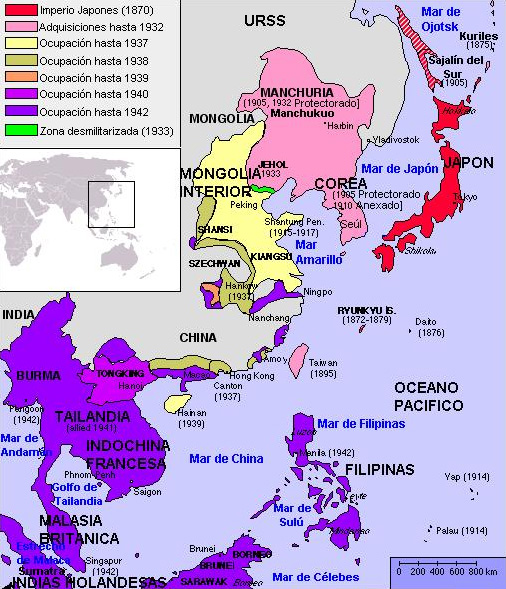
Imperio japonés de 1870 a 1945

Aquí figuran a manera de listado todos los territorios y colonias japonesas desde 1875 hasta 1952, año de firma del tratado de San Francisco que puso formalmente fin al estado de guerra entre Japón y las potencias aliadas. En azul figuran los estados títeres que Japón instauró en territorios sometidos y defendido por fuerzas niponas.
Las fechas corresponden al control total o parcial del territorio, no al inicio de la campaña militar, y la fecha final corresponde a la rendición de las fuerzas japonesas.
| Territorio | Inicio                                                    | Soberanía previa                                  | Fin        | Resultado                                                           | Estado actual                                                                  |
| --- | --------------------------------------------------------- | ------------------------------------------------- | ---------- | ------------------------------------------------------------------- | ------------------------------------------------------------------------------ |
| Anexionado al territorio nacional (1875-1905) |                                                           |                                                   |            |                                                                     |                                                                                |
| Islas Kuriles | 07-05-1875                                                | Rusia (Tratado de San Petersburgo)                | 28-04-1952 | Tratado de San Francisco, pasan a integrarse en la Unión Soviética. | Rusia                                                                          |
| Islas Bonin | 1875                                                      | Ninguna, anexión de las islas                     | -          | Sigue siendo territorio japonés                                     | Japón                                                                          |
| Okinawa | 11-03-1879                                                | Reino de Ryūkyū (Anexión del reino)               | -          | Sigue siendo territorio japonés                                     | Japón                                                                          |
| Islas de Los Volcanes | 1891                                                      | Ninguna, anexión de las islas                     | -          | Sigue siendo territorio japonés                                     | Japón                                                                          |
| Minami Torishima | 24-07-1898                                                | Ninguna, anexión de las islas                     | -          | Pasa a los Estados Unidos en 1952. Regresa a Japón en 1968          | Japón                                                                          |
| Karafuto | 05-09-1905                                                | Rusia (Tratado de Portsmouth)                     | 28-04-1952 | Tratado de San Francisco, pasa a integrarse en la Unión Soviética.  | Rusia                                                                          |
| Colonias pre-guerras mundiales (1895-1914) |                                                           |                                                   |            |                                                                     |                                                                                |
| Taiwán | 17-04-1895                                                | Dinastía Qing (Tratado de Shimonoseki)            | 25-10-1945 | Rendición de las tropas japonesas en la isla.                       | República de China                                                             |
| Kwantung | 05-09-1905                                                | Rusia (Tratado de Portsmouth)                     | 14-08-1945 | Rendición de las tropas japonesas                                   | China                                                                          |
| Corea | 29-08-1910                                                | Corea (Tratado de anexión Japón-Corea)            | 02-09-1945 | Ocupación aliada (Unión Soviética y Estados Unidos)                 | Corea del Norte Corea del Sur                                                  |
| Corea | Imperio de Corea (1905-1910)                              |                                                   |            |                                                                     | Corea del Norte Corea del Sur                                                  |
| Primera Guerra Mundial y entreguerras (1914-1939) |                                                           |                                                   |            |                                                                     |                                                                                |
| Concesiones alemanas de Kiau Chau y Shandong | 07-11-1914                                                | Alemania (ocupación militar)                      | 06-02-1922 | Tratado de las Nueve Potencias                                      | China                                                                          |
| Mandato del Pacífico Sur | 28-06-1919                                                | Alemania (Tratado de Versalles)                   | 18-07-1947 | Territorio en Fideicomiso de las Islas del Pacífico                 | Estados Federados de Micronesia Palaos Islas Marshall Islas Marianas del Norte |
| Siberia oriental | 09-01-1918                                                | / Rusia (ocupación militar)                       | 24-06-1922 | Evacuación de tropas por presión de Estados Unidos.                 | Rusia                                                                          |
| Norte de Sajalín | 09-01-1918                                                | / Rusia (ocupación militar)                       | 15-05-1925 | Convención Básica Soviético-Japonesa                                | Rusia                                                                          |
| Manchukuo | 18-02-1932                                                | República de China (1912-1949) (invasión militar) | 20-08-1945 | Invasión soviética de Manchukuo                                     | China                                                                          |
| Segunda guerra sino-japonesa y Segunda Guerra Mundial (1937-1945) |                                                           |                                                   |            |                                                                     |                                                                                |
| China continental: provincias de Jiangsu, Rehe, Shandong, Hebei, Pekín, Tianjin, Shanghái, y partes de Guangdong, Guangxi, Hubei, Hunan, Fujian, Guizhou y Mongolia Interior | 07-07-1937                                                | República de China (1912-1949) (invasión militar) | 02-09-1945 | Victoria aliada sobre las fuerzas japonesas.                        | China                                                                          |
| China continental: provincias de Jiangsu, Rehe, Shandong, Hebei, Pekín, Tianjin, Shanghái, y partes de Guangdong, Guangxi, Hubei, Hunan, Fujian, Guizhou y Mongolia Interior | Consejo Autónomo de Hebei Oriental (1935-1938)            |                                                   |            |                                                                     | China                                                                          |
| China continental: provincias de Jiangsu, Rehe, Shandong, Hebei, Pekín, Tianjin, Shanghái, y partes de Guangdong, Guangxi, Hubei, Hunan, Fujian, Guizhou y Mongolia Interior | Gobierno de la Gran Vía (1937-1938)                       |                                                   |            |                                                                     | China                                                                          |
| China continental: provincias de Jiangsu, Rehe, Shandong, Hebei, Pekín, Tianjin, Shanghái, y partes de Guangdong, Guangxi, Hubei, Hunan, Fujian, Guizhou y Mongolia Interior | Gobierno provisional de la República de China (1937-1940) |                                                   |            |                                                                     | China                                                                          |
| China continental: provincias de Jiangsu, Rehe, Shandong, Hebei, Pekín, Tianjin, Shanghái, y partes de Guangdong, Guangxi, Hubei, Hunan, Fujian, Guizhou y Mongolia Interior | Gobierno reformado de la República de China (1938-1940)   |                                                   |            |                                                                     | China                                                                          |
| China continental: provincias de Jiangsu, Rehe, Shandong, Hebei, Pekín, Tianjin, Shanghái, y partes de Guangdong, Guangxi, Hubei, Hunan, Fujian, Guizhou y Mongolia Interior | Gobierno nacionalista de Nankín (1940-1945)               |                                                   |            |                                                                     | China                                                                          |
| China continental: provincias de Jiangsu, Rehe, Shandong, Hebei, Pekín, Tianjin, Shanghái, y partes de Guangdong, Guangxi, Hubei, Hunan, Fujian, Guizhou y Mongolia Interior | Mengjiang (1936-1945)                                     |                                                   |            |                                                                     | China                                                                          |
| Indochina francesa (Tonkín) | 22-09-1940                                                | Francia (invasión militar)                        | 02-09-1945 | Revolución de agosto. Independencia de Vietnam                      | Vietnam                                                                        |
| Indochina francesa (Cochinchina) | 29-07-1941                                                | Francia (invasión militar)                        | 18-09-1945 | Victoria aliada sobre las fuerzas japonesas.                        | Vietnam                                                                        |
| Indochina francesa (Annam, Laos y Camboya) | 15-05-1945                                                | Francia (invasión militar)                        | 18-09-1945 | Victoria aliada sobre las fuerzas japonesas.                        | Vietnam                                                                        |
| Indochina francesa (Annam, Laos y Camboya) | Imperio de Vietnam (1945)                                 |                                                   |            |                                                                     | Vietnam                                                                        |
| Indochina francesa (Annam, Laos y Camboya) | Reino de Laos (1945)                                      |                                                   |            |                                                                     | Vietnam                                                                        |
| Indochina francesa (Annam, Laos y Camboya) | Reino de Camboya (1945)                                   |                                                   |            |                                                                     | Vietnam                                                                        |
| Tailandia | 10-12-1941                                                | Tailandia (invasión militar)                      | 23-11-1943 | Victoria aliada sobre las fuerzas japonesas.                        | Tailandia                                                                      |
| Islas Gilbert y Ellice | 10-12-1941                                                | Reino Unido (invasión militar)                    | 23-11-1943 | Victoria aliada sobre las fuerzas japonesas.                        | Kiribati                                                                       |
| Guam | 10-12-1941                                                | Estados Unidos (invasión militar)                 | 10-08-1944 | Victoria aliada sobre las fuerzas japonesas.                        | Estados Unidos                                                                 |
| Isla Wake | 23-12-1941                                                | Estados Unidos (invasión militar)                 | 04-09-1945 | Victoria aliada sobre las fuerzas japonesas.                        | Estados Unidos                                                                 |
| Hong Kong | 25-12-1941                                                | Reino Unido (invasión militar)                    | 30-08-1945 | Victoria aliada sobre las fuerzas japonesas.                        | Hong Kong                                                                      |
| Malasia británica | 15-01-1942                                                | Reino Unido (invasión militar)                    | 06-09-1945 | Victoria aliada sobre las fuerzas japonesas.                        | Malasia                                                                        |
| Islas Salomón | 23-01-1942                                                | Reino Unido (invasión militar)                    | 21-08-1945 | Victoria aliada sobre las fuerzas japonesas.                        | Islas Salomón                                                                  |
| Indias Orientales Neerlandesas | 15-02-1942                                                | Países Bajos (invasión militar)                   | 21-10-1945 | Victoria aliada sobre las fuerzas japonesas.                        | Indonesia                                                                      |
| Singapur británico | 15-02-1942                                                | Reino Unido (invasión militar)                    | 12-09-1945 | Victoria aliada sobre las fuerzas japonesas.                        | Singapur                                                                       |
| Islas Andamán y Nicobar | 23-03-1942                                                | Reino Unido (invasión militar)                    | 07-10-1945 | Victoria aliada sobre las fuerzas japonesas.                        | India                                                                          |
| Borneo británico | 29-03-1942                                                | Reino Unido (invasión militar)                    | 09-09-1945 | Victoria aliada sobre las fuerzas japonesas.                        | Malasia Brunéi                                                                 |
| Mancomunidad Filipina | 08-05-1942                                                | Estados Unidos (invasión militar)                 | 02-09-1945 | Victoria aliada sobre las fuerzas japonesas.                        | Filipinas                                                                      |
| Mancomunidad Filipina | Segunda República Filipina (1943-1945)                    |                                                   |            |                                                                     | Filipinas                                                                      |
| Birmania británica | 20-05-1942                                                | Reino Unido (invasión militar)                    | 23-04-1945 | Victoria aliada sobre las fuerzas japonesas.                        | Birmania                                                                       |
| Birmania británica | Estado de Birmania (1942-1945)                            |                                                   |            |                                                                     | Birmania                                                                       |
| Birmania británica | Gobierno provisional para una India libre (1943-1945)     |                                                   |            |                                                                     | Birmania                                                                       |
| Islas Kiska y Attu | 06-06-1942                                                | Estados Unidos (invasión militar)                 | 28-07-1943 | Evacuación de las tropas japonesas                                  | Estados Unidos                                                                 |
| Territorio de Nueva Guinea | 23-07-1942                                                | Australia (invasión militar)                      | 08-1945    | Victoria aliada sobre las fuerzas japonesas.                        | Papúa Nueva Guinea                                                             |
| Territorio de Papúa | 21-07-1942                                                | Australia (invasión militar)                      | 08-1945    | Victoria aliada sobre las fuerzas japonesas.                        | Papúa Nueva Guinea                                                             |
| Nauru | 26-08-1942                                                | Reino Unido (invasión militar)                    | 13-09-1945 | Victoria aliada sobre las fuerzas japonesas.                        | Nauru                                                                          |
| Timor portugués | 10-02-1943                                                | Portugal (invasión militar)                       | 05-09-1945 | Victoria aliada sobre las fuerzas japonesas.                        | Timor Oriental                                                                 |

## Lista de colonias
- Taiwán (1895–1945)
- Prefectura de Karafuto (1905–1949)
- Corea (1910–1945)
- Mandato del Pacífico Sur (1919–1947)